# Strada europea E531
La E531 è una strada europea che collega Offenburg a Donaueschingen.

## Percorso
La E531 è definita con i seguenti capisaldi di itinerario: Offenburg - Donaueschingen.